# Horka u Staré Paky

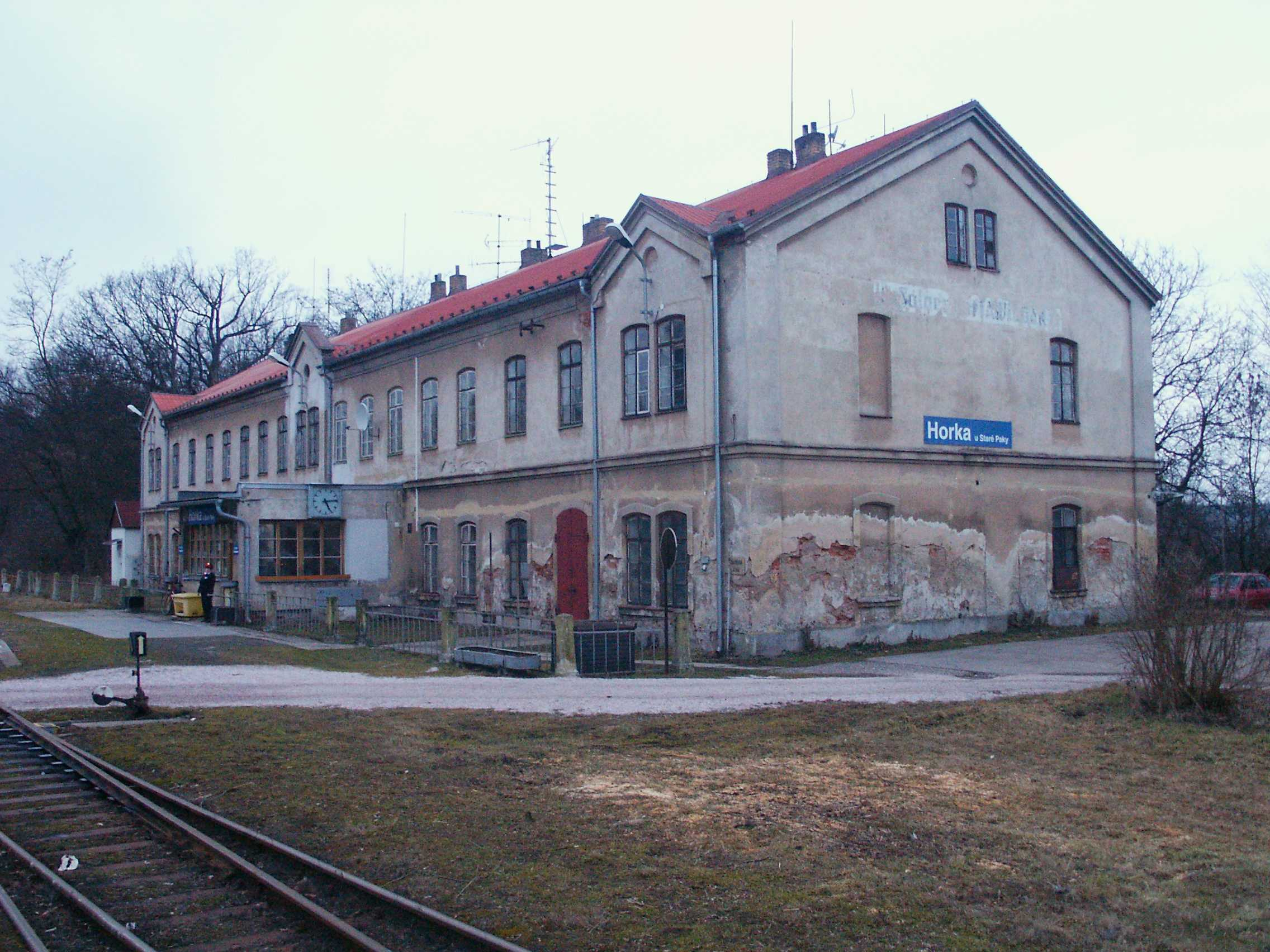
Ehemaliges Bahnhofsgebäude

Horka u Staré Paky (deutsch Falgendorf, 1939–1945 Falkendorf) ist eine Gemeinde im Okres Semily, Liberecký kraj in Tschechien.

## Geschichte
Der Ort wurde 1823 durch den Besitzer des Allodialgutes Tschista, Ignaz Falge gegründet und nach ihm Falgendorf genannt.

## Gemeindegliederung
Die Gemeinde Horka u Staré Paky besteht aus den Ortsteilen Horka u Staré Paky (Falgendorf) und Nedaříž (Nedarsch), die zugleich auch Katastralbezirke bilden.